# Trotta (film)
Trotta è un film del 1971 diretto da Johannes Schaaf.

## Riconoscimenti
- 1972 - Lola al miglior film